# Октябрьское (Красногвардейский район)
Октя́брьское (укр. Октябрське, до 1944 и с 2023 года согласно позиции Украины — Бию́к-Онла́р; укр. Біюк-Онлар, крымскотат. Büyük Onlar, Буюк Онлар) — посёлок городского типа / посёлок в Красногвардейском районе Республики Крым. Центр и единственное поселение Октябрьского сельского поселения (согласно административно-территориальному делению Украины — Октябрьского поселкового совета Автономной Республики Крым).

## География
Расположен практически в центре Крымского полуострова в 25 км к югу от центра района посёлка Красногвардейское и в 43 км к северу от крымской столицы Симферополя. В посёлке расположена железнодорожная станция Элеваторная.

## История
Первое письменное упоминание о Биюк-Онларе датируется 1784 годом. К моменту присоединения Крыма к Российской империи село Биюк-Онлар входило в состав Ташлынского кадылыка Акмесджитского каймаканства.
После присоединения Крыма к России 8 февраля 1784 года, деревня была приписана к Перекопскому уезду Таврической области. После Павловских реформ, с 1796 по 1802 год, входила в Акмечетский уезд Новороссийской губернии. По новому административному делению, после создания 8 (20) октября 1802 года Таврической губернии, Биюк-Онлар был включён в состав Кучук-Кабачской волости Перекопского уезда. Перепись 1805 года зафиксировала в селе 19 дворов, 130 крымских татар и 7 цыган.
На военно-топографической карте 1817 года деревня обозначена как просто Онлар с 17 дворами, на карте 1836 года в деревне 28 дворов, как и на карте 1842 года.
В «Списке населённых мест Таврической губернии по сведениям 1864 года», составленном по результатам VIII ревизии 1864 года, Биюк-Онлар — владельческая татарская деревня с 12 дворами и 38 жителями с мечетью при колодцах.
Во второй половине XIX века в селе насчитывалось уже 25 домов, в которых проживало 155 человек. Основная часть населения занималась земледелием. Землю крестьяне арендовали у соседних помещиков.
Развиваться Биюк-Онлар начал после строительства в 1870-х годах железной дороги. Рядом с селом вырос посёлок при железнодорожной станции.
После земской реформы 1890 года Биюк-Онлар отнесли к Бютеньской волости. Согласно «…Памятной книжке Таврической губернии на 1892 год», в Биюк-Онларе было 93 жителя в 16 домохозяйствах. По «…Памятной книжке Таврической губернии на 1900 год» в Биюк-Онларе числилось 268 жителей в 25 дворах. По Статистическому справочнику Таврической губернии. Ч.II-я. Статистический очерк, выпуск пятый Перекопский уезд, 1915 год, в деревне Биюк-Онлар Бютеньской волости Перекопского уезда числилось 30 дворов (все дворы с землёй) с русским населением в количестве 232 человек только «посторонних» жителей, из которых 112 мужчин и 120 женщин. Жители владели 1098 десятинами удобной земли. В хозяйствах имелось 216 лошадей, 16 волов, 76 коров и 134 головы мелкого скота. В начале XX века в селе построили паровую мельницу.
В начале 1918 г. в районе была установлена советская власть. Земельный комитет взял на учёт все конфискованные у помещиков земли и сельскохозяйственный инвентарь. Но уже в апреле 1918 года Крым оккупировали немецкие войска. После их ухода в ноябре 1918 года Крым заняли англо-французские интервенты и деникинцы. В апреле 1919 года здесь была восстановлена советская власть, но уже в июне вернулись деникинцы. В ноябре 1920 года была окончательно установлена советская власть.
В 1921 году Биюк-Онлар стал центром вновь образованного Биюк-Онларского района. В 1924 году район был упразднён, в 1930 году — восстановлен, в 1944 году переименован в Октябрьский район, в 1962 году — упразднён окончательно.
В 1929 году был образован колхоз, объединивший сёла Биюк-Онлар, Чиче и Алабаш-Конрат.
В августе 1941 года из Биюк-Онлара вместе со всеми крымскими немцами было депортировано немецкое население. С 30 октября 1941 года по 12 апреля 1944 года село было оккупировано немецкими войсками. 18 мая 1944 года из села выселили крымских татар, а 14 декабря того же года оно было переименовано в Октябрьское.
В послевоенное время в п. Октябрьское дислоцировался крупнейший авиационный гарнизон ВВС Черноморского флота. Аэродром Симферополь — Октябрьское располагался на северо-западе от посёлка, граница аэродрома проходила в полутора километрах от жилых домов.
С 1957 года Октябрьское имеет статус посёлка городского типа.
С 1991 года в поселке действует церковь в честь Иконы Божьей Матери «Достойно есть».
12 мая 2016 года парламент Украины, не признающий аннексию Крыма Российской Федерацией, принял постановление о переименовании поселка в Биюк-Онлар (укр. Біюк-Онлар), в соответствии с законами о декоммунизации, однако данное решение не вступает в силу до «возвращения Крыма под общую юрисдикцию Украины».

## Население
| 1939    | 1959    | 1970    | 1979    | 1989    | 2001    | 2009    |
| ------- | ------- | ------- | ------- | ------- | ------- | ------- |
| 2095    | ↗7528   | ↗8343   | ↗8833   | ↗9487   | ↗10 904 | ↗11 414 |
| 2010    | 2011    | 2012    | 2013    | 2014    | 2015    | 2016    |
| ↗11 426 | ↗11 489 | ↘11 471 | ↗11 572 | ↘10 218 | ↗10 244 | ↗10 418 |
| 2017    | 2018    | 2019    | 2020    | 2021    |         |         |
| ↗10 501 | ↗10 578 | ↗10 638 | ↗10 720 | ↗10 932 |         |         |

- 1805 год — 130 человек (все крымские татары)
- 1926 год — 839 чел. (431 русский, 120 украинцев, 12 немцев, 31 еврей, 32 крымских татарина)[39]
- 1939 год — 2 097 чел.
- 1989 год — 9 491 чел.
- 2001 год — 10 500 чел.
- 2006 год — 12 100 чел.

## Аэродром
Аэродром Октябрьское, как место постоянного базирования частей ВВС Черноморского флота, начал использоваться с 1954 года. 198-я ОДРАЭ была расформирована 1 сентября 1995 года. Российско-украинское соглашение 1997 года о параметрах раздела Черноморского флота отнесло аэродром к объектам авиации ВМС Украины.
В 2009 году аэродром был отдан под птицефабрику.